# Thecla mantica
Thecla mantica är en fjärilsart som beskrevs av Druce 1907. Thecla mantica ingår i släktet Thecla och familjen juvelvingar. Inga underarter finns listade i Catalogue of Life.